# Alepocephalus bairdii
Alepocephalus bairdii es una especie de pez del género Alepocephalus, familia Alepocephalidae. Fue descrita científicamente por Goode & Bean en 1879.
Se distribuye por el Atlántico Oriental: Groenlandia e Islandia. Atlántico Occidental: Groenlandia a Grand Banks. La longitud estándar (SL) es de 100 centímetros. Habita en fondos de lodo y arena, puede vivir hasta los 38 años y se alimenta de celenterados, decápodos, tunicados y peces. Especie batidemersal que puede alcanzar los 1700 metros de profundidad.
Está clasificada como una especie marina inofensiva para el ser humano.